# Hékenouhedjet
Hékenouhedjet (« Éloge de la couronne blanche ») est une reine égyptienne de la IVe dynastie, épouse du pharaon Khéphren. Elle est représentée dans la tombe de son fils, le vizir Sekhemkarê.
Sur le mur ouest de la chapelle, Hékenouhedjet est représentée assise derrière son fils Sekhemkarê. Elle est représentée légèrement plus grande que lui. Elle lui passe un bras autour des épaules. Face à eux, des scènes représentant des bateaux. Le texte est endommagé, mais décrit Hékenouhedjet comme la grande favorite et une prêtresse. Une partie du titre contenant les mots « sa bien-aimée » est visible.
Dans une autre scène de la chapelle, Hékenouhedjet et son fils sont assis devant des tables d'offrandes. Son fils est appelé « Le fils du roi de son corps », «  Directeur du palais », « Maître des secrets de la maison de toilette », « Possesseur d'honneur en présence de son père ». Les titres de Hékenouhedjet sont « Possesseur d'honneur », « Celle qui voit Horus et Seth », « Prêtresse de [...] ».

## Titres
Selon Wolfram Grajetzki, les titres de Hékenouhedjet sont : « Grande du Sceptre » (wr.t-ḥts), « Celle qui voit Horus et Seth » (m33.t-[ḥrw]-stš), « Épouse du Roi » (ḥm.t-nỉswt), « Épouse bien-aimée du Roi » (ḥm. t-nỉswt mrỉỉt=f), « Prêtresse de Ba-Pef » (ḥm.t-nṯr b3-pf).